# Dressmann

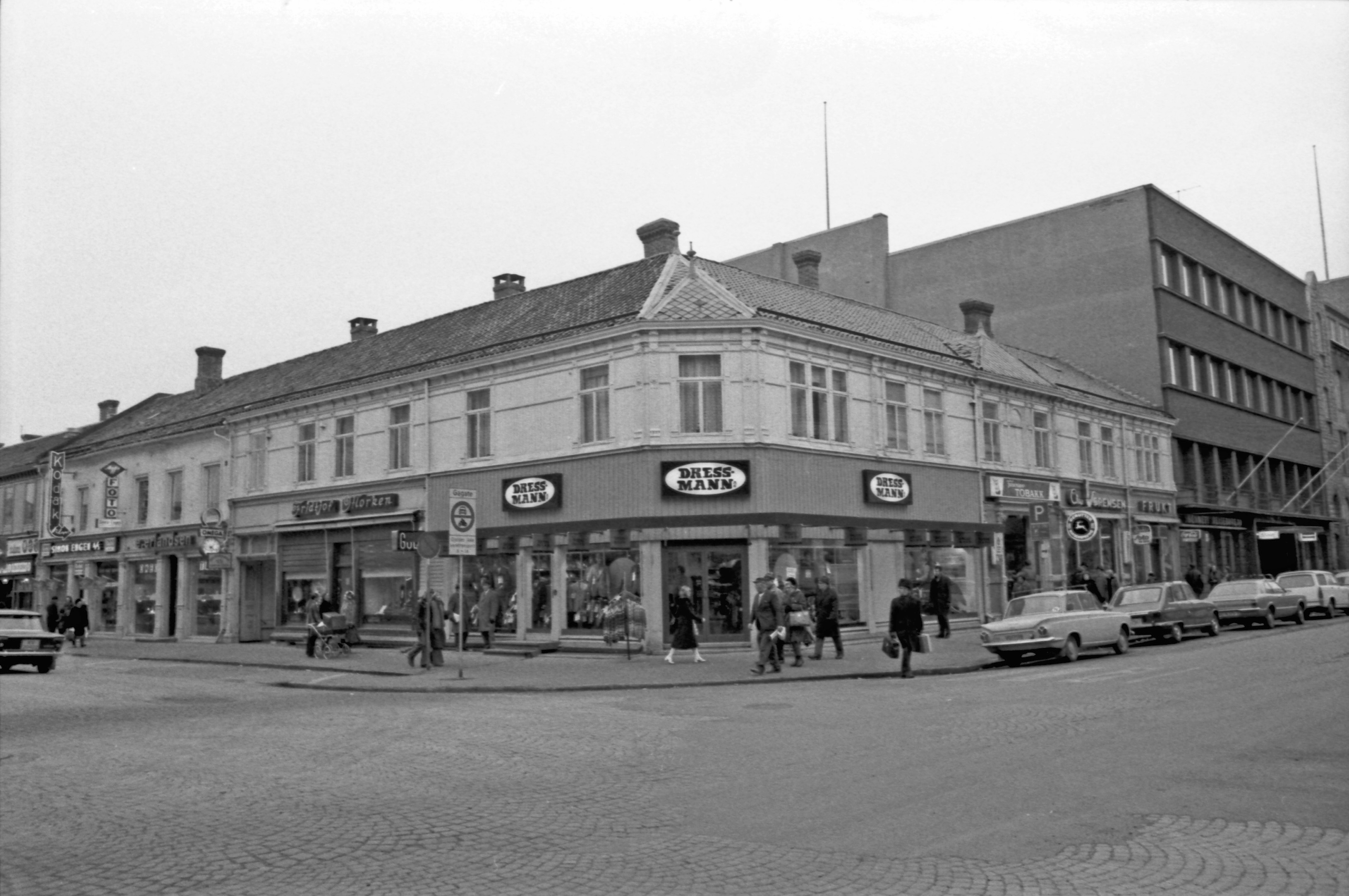
Sklep Dressmanna w Trondheim w 1972 roku

Dressmann – norweska marka odzieżowa i sieć sklepów.

## Charakterystyka
Firma należy do Varner-Gruppen w Polsce znanej z marki odzieżowej Cubus. Dressmann specjalizuje się w projektowaniu i produkcji w odzieży męskiej i chłopięcej. Firma została założona w Norwegii przez Franka Varnera. W 1962 roku otwarto pierwszy sklep w Oslo. Oprócz Norwegii sklepy Dressmann obecne są w Szwecji, Finlandii, Niemczech, Łotwie, Islandii, Danii i Austrii. W 2013 roku Dressmann miał 400 sklepów. W 2010 roku rozpoczął roczną współpracę z rockowym zespołem The Rolling Stones, w ramach której w kampaniach reklamowych wykorzystywano starsze utwory zespołu, a na odzieży znaki graficzne grupy.